# Tholos de la Lauve

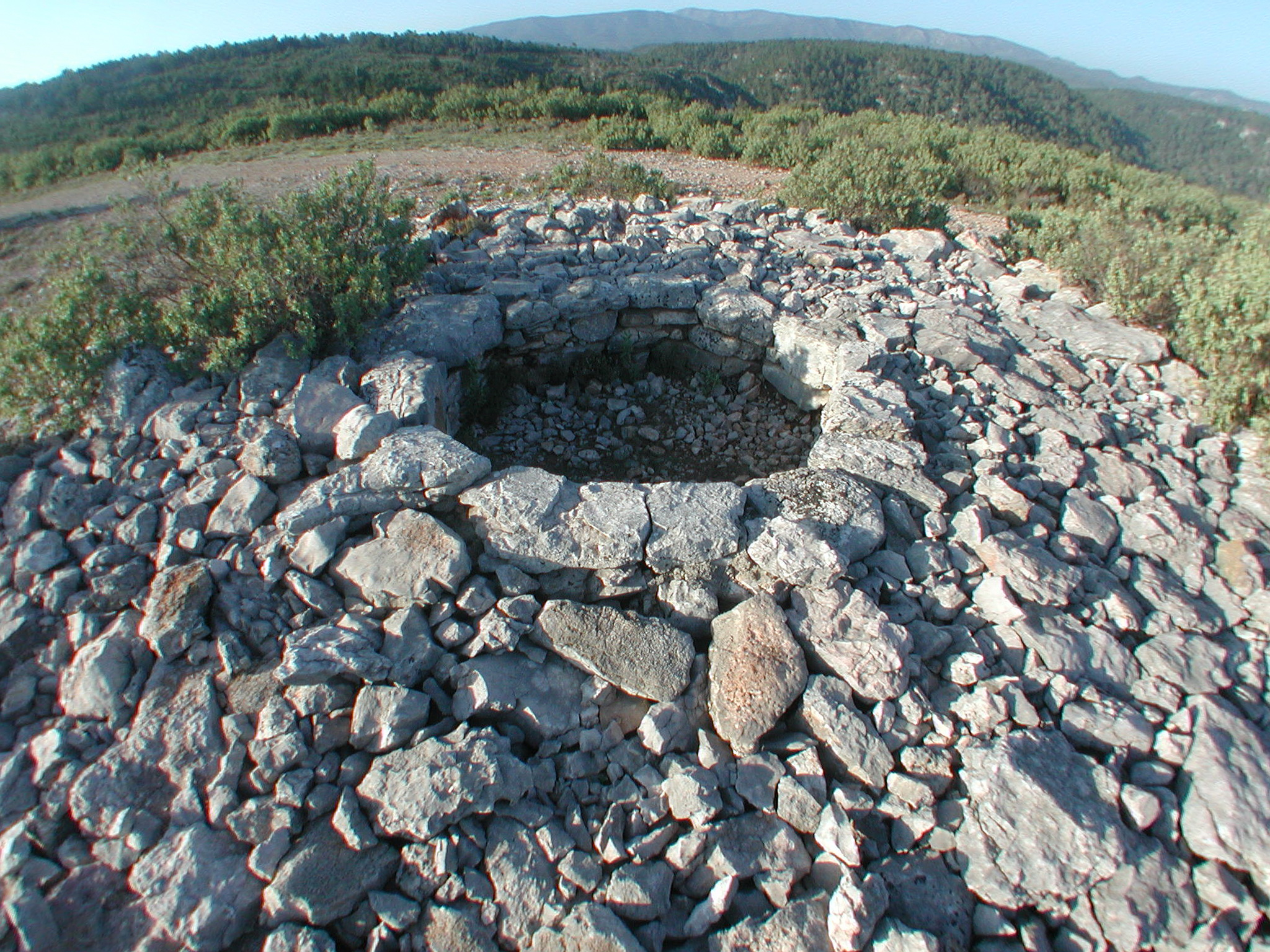
Tholos de la Lauve

Die Tholos de la Lauve ist ein Rundgrab (französisch Tombe ciculaire) etwa 25,0 km nördlich von Draguignan bei Salernes und der D560 (Straße) im Département Var in der Region Provence-Alpes-Côte d’Azur in Frankreich. Das nicht exakt zu datierende Grab stammt aus dem Endneolithikum oder der Kupfersteinzeit.
Die Tholos de la Lauve wurde vor mehr als 4000 Jahren auf der Hochebene errichtet. Das Kollektivgrab wurde 1950 von André Taxil, Apotheker und Amateurarchäologe aus Salernes ausgegraben und im Jahr 1993 restauriert. Die Anlage hat etwa 6,0 m Durchmesser. In der Mitte liegt die Kammer mit 1,8 m Durchmesser, wo die Knochen von etwa 30 Menschen gefunden wurden. Mit ihnen wurden Schmuck aus Serpentin und Muscheln sowie Feuersteingerät begraben. Die Kammer wurde von einem etwa 4,0 Meter hohen Kraggewölbe bedeckt. Der Zugang liegt im Westen.
Dieser Grabtyp ist in der Provence selten und sonst nur aus dem Département Alpes-Maritimes belegt. Es gibt vielleicht noch zwei weitere Tholosgräber:
- Tumulus de la Sarrée, bei Nizza
- Tumulus oder Tholos von Colette in Escragnolles

In der Nähe liegt der Dolmen von Riens.